# Jacques Ploncard d'Assac
Jacques Ploncard (Chalon-sur-Saône, 13 de Março de 1910 – 20 de Fevereiro de 2005), também conhecido por Jacques Ploncard d'Assac, foi um escritor e jornalista francês e um ativista de extrema-direita — foi, entre outras coisas, um membro do Parti Populaire Français.
Após a queda do regime de Vichy, escapou para Portugal, em 1945, onde vigorava o Estado Novo e se tornou conselheiro de Salazar.
Apresentou Yves Guérin-Sérac, um dos co-fundadores da OAS (Organisation armée secrète), à PIDE. Depois da revolução dos cravos de 1974, regressou a França e colaborou com Présent, um jornal de extrema-direita que mantém ligações vagas com a Frente Nacional de Jean-Marie Le Pen.
Jacques Ploncard escreveu Doutrinas do Nacionalismo.
Seu filho, Philippe Ploncard, foi membro da Frente Nacional.